# Jastrebino
Jastrebino (bulgariska: Ястребино) är en reservoar i Bulgarien.   Den ligger i regionen Tărgovisjte, i den centrala delen av landet, 240 km öster om huvudstaden Sofia. Jastrebino ligger 465 meter över havet.